# Marie Demers
Marie Demers est une autrice née à Montréal (anciennement Ville LaSalle) en 1986. 

## Biographie
Elle est détentrice d'une maîtrise en création littéraire de l'Université du Québec à Montréal (UQAM). Elle est chargée de cours au sein de la même institution, y dirigeant des ateliers de littérature et de littérature jeunesse. Elle a également enseigné l'écriture jeunesse à l'Université du Québec à Trois-Rivières, de même que l'histoire de la littérature jeunesse et l'initiation à la création littéraire à l'Université de Montréal. Elle est la fille de l'écrivaine Dominique Demers,,.

### Vie littéraire
Entre 2017 et 2021, Marie Demers a été directrice littéraire aux éditions Somme toute ainsi que collaboratrice à l'édition chez Québec-Amérique. Elle a dirigé a collection «Tête dure» aux éditions Tête première.  
Depuis 2015, elle a publié des ouvrages aux éditions Dominique et cie,, Hurtubise,, Québec Amérique, Tête première et La Bagnole. Son premier roman pour adultes, In between, paraît en 2016.
Elle publie à l'automne 2023 Les détournements, un roman autofictionnel dans lequel l'autrice met en récit de larges pans de sa vie. À ce sujet, elle déclare en entrevue au journal La Presse que « le pacte autobiographique implique une recherche de la vérité [...] impossible, mais de laquelle on peut se rapprocher. »

### Prises de position
Marie Demers explore dans ses mini romans jeunesse des thèmes tels que l’homosexualité féminine et les enjeux d’identité de genre. Elle a aussi pris part à l'ouvrage collectif destiné à la jeunesse Huit nouvelles pour changer les règles, dans lequel sont démystifiées les menstruations.
En 2018, l'autrice regrette le fait que « la littérature jeunesse est encore considérée comme de la sous-littérature ». En 2022, elle suggère que la critique littéraire jeunesse au Québec est peu répandue, notamment parce qu'il s'agit d'« un domaine littéraire particulièrement investi par les femmes, en comparaison, par exemple, [avec] la littérature dite générale ».
La même année, l'écrivaine Lori Saint-Martin écrit dans la revue Spirale que Marie Demers est l'une des rares écrivaines québécoises à avoir abordé la question de l'avortement et que, chemin faisant, elle a « signé des pages mémorables ».

## Œuvres

### Romans
- In between, Hurtubise, 2016, 232 p. (ISBN 9782897237516)
- Les désordres amoureux, Hurtubise, 2017, 256 p. (ISBN 9782897810696)
- Leslie et Coco, Hurtubise, 2019, 248 p. (ISBN 9782897814052)
- Leslie, Hurtubise, 2021, 248 p. (ISBN 9782897816506)
- Tinder fucker, Québec Amérique, 2021, 32 p. (ISBN 9782764443903)
- Les détournements, Hurtubise, 2023, 346 p. (ISBN 9782898510076)

### Romans jeunesse
- C'est moi qui décide !, Saint-Lambert, Dominique et compagnie, 2011, 64 p.  (ISBN 978-2-89512-988-2)
- C'est moi le prof !, Saint-Lambert, Dominique et compagnie, 2013, 112 p.  (ISBN 978-2-89686-471-3)
- Presque 100 poux!, Saint-Lambert, Dominique et compagnie, 2017, 48 p.  (ISBN 978-2-89785-014-2)
- Presque parent !, Saint-Lambert, Dominique et compagnie, 2017, 48 p.  (ISBN 978-2-89785-012-8)
- Presque meilleure !, Saint-Lambert, Dominique et compagnie, 2017, 48 p.  (ISBN 978-2-89739-846-0)
- Presque parfaite!, Saint-Lambert, Dominique et compagnie, 2017, 48 p.  (ISBN 978-2-89739-787-6)
- Presque douée !, Saint-Lambert, Dominique et compagnie, 2018, 48 p.  (ISBN 978-2-89785-336-5)
- Presque populaire !, Saint-Lambert, Dominique et compagnie, 2018, 48 p.  (ISBN 978-2-89785-121-7)
- Presque Pug !, Saint-Lambert, Dominique et compagnie, 2018, 48 p.  (ISBN 978-2-89785-335-8)
- Presque comique!, Saint-Lambert, Dominique et compagnie, 2018, 48 p.  (ISBN 978-2-89785-117-0)
- Presque tout !, Saint-Lambert, Dominique et compagnie, 2019, 288 p.  (ISBN 978-2-89785-910-7)
- Presque jalouse !, Saint-Lambert, Dominique et compagnie, 2019, 48 p.  (ISBN 978-2-89785-506-2)
- Presque Impolie !, Saint-Lambert, Dominique et compagnie, 2019, 48 p.  (ISBN 978-2-89785-508-6)
- Peau de vache (ou La princesse qui voulait épouser son papa), Saint-Lambert, Dominique et compagnie, 2019, 128 p.  (ISBN 978-2-89785-419-5)
- Trois petits loups : et une belle truie, Saint-Lambert, Dominique et compagnie, 2019, 128 p. (ISBN 978-2-89785-750-9)
- Le petit capuchon bleu (et le loup qui voulait s'appeler Jennifer), Saint-Lambert, Dominique et compagnie, 2019, 132 p.  (ISBN 978-2-89785-391-4)
- Presque soeur !, Saint-Lambert, Dominique et compagnie, 2020, 48 p.  (ISBN 978-2-89785-945-9)
- Presque incomprise !, Saint-Lambert, Dominique et compagnie, 2020, 48 p.  (ISBN 978-2-89785-938-1)
- Presque trop vieille !, Saint-Lambert, Dominique et compagnie, 2021, 48 p.  (ISBN 978-2-89820-272-8)
- Presque championne !, Saint-Lambert, Dominique et compagnie, 2023, 48 p.  (ISBN 978-2-89739-788-3)
- Presque parfaite !, Saint-Lambert, Dominique et compagnie, 2023, 48 p.  (ISBN 978-2-89739-787-6)
- La rebelle au bois (et au hautbois) bruyant, Saint-Lambert, Dominique et compagnie, 2023, 126 p.  (ISBN 978-2-89820-414-2)
- Presque amoureuse !, Saint-Lambert, Dominique et compagnie, 2024, 52 p.  (ISBN 9782898500657)
- Marie tout court, Montréal, la Bagnole, 2024, 176 p.  (ISBN 9782897148980)
- Marie toute crue, Montréal, la Bagnole, 2025, 176 p.  (ISBN 9782897149055)

### Albums jeunesse
- Zoé, détective de l'amour, Saint-Lambert, Dominique et compagnie, 2010, 32 p.  (ISBN 978-2-89512-905-9)
- Journal d'un pug extraordinaire, Saint-Lambert, Dominique et compagnie, 2016, 36 p.  (ISBN 978-2-89739-490-5)
- Moi, c'est Crotte de nez !, Montréal, Éditions de la Bagnole, 2024.  (ISBN 9782897148317)

### Ouvrages collectifs
- Monstres et fantômes : 15 auteures, 15 nouvelles d'horreur, Québec Amérique, 2018, 349 p. (ISBN 9782764436608)
- Marjolaine Beauchamp, Martine Delvaux, Marie Demers (dir.), Fanie Demeule, Marie-Sissi Labrèche, Maude Lafleur, Catherine Mavrikakis, Marie-Ève Sévigny et Katherine Raymond, Folles frues fortes : 15 auteures, 15 nouvelles d'horreur, Tête première, 2019, 200 p. (ISBN 9782924207970)
- Geneviève Morin (dir.), Lily Pinsonneault, Camille Paré-Poirier, Carolanne Foucher, Stephie Mazunya, Myriam Daguzan Bernier, Julie Champagne, Marie Demers et Cathon, Ma première fois : huit nouvelles pour changer les règles, La Bagnole, 2023, 224 p. (ISBN 9782897146399)

### Pages connexes
- Éditions de la Bagnole
- Hurtubise
- Québec Amérique
- Somme toute